# Tivoli (poppodium)

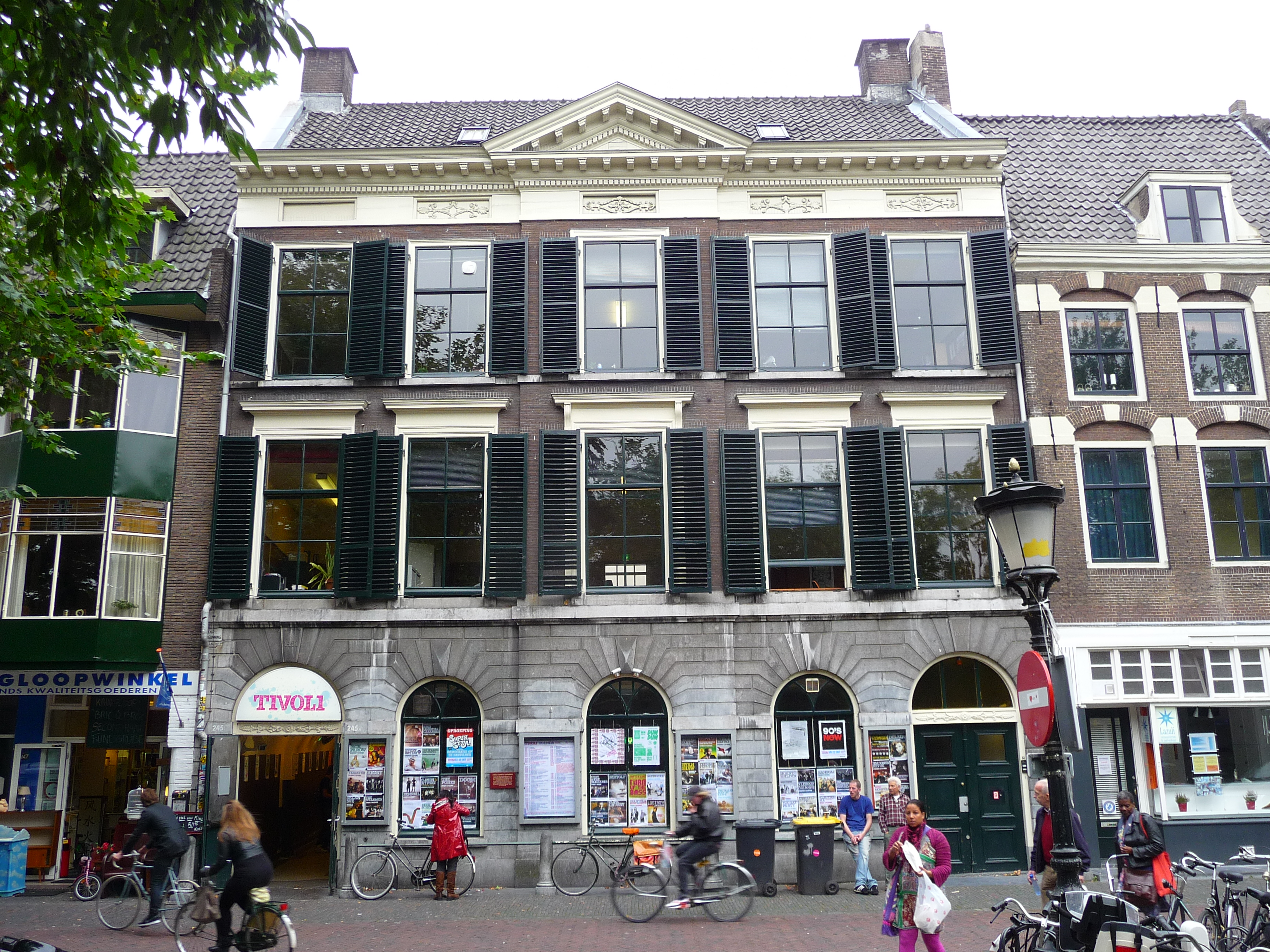
Voorzijde van het Rijksmonument

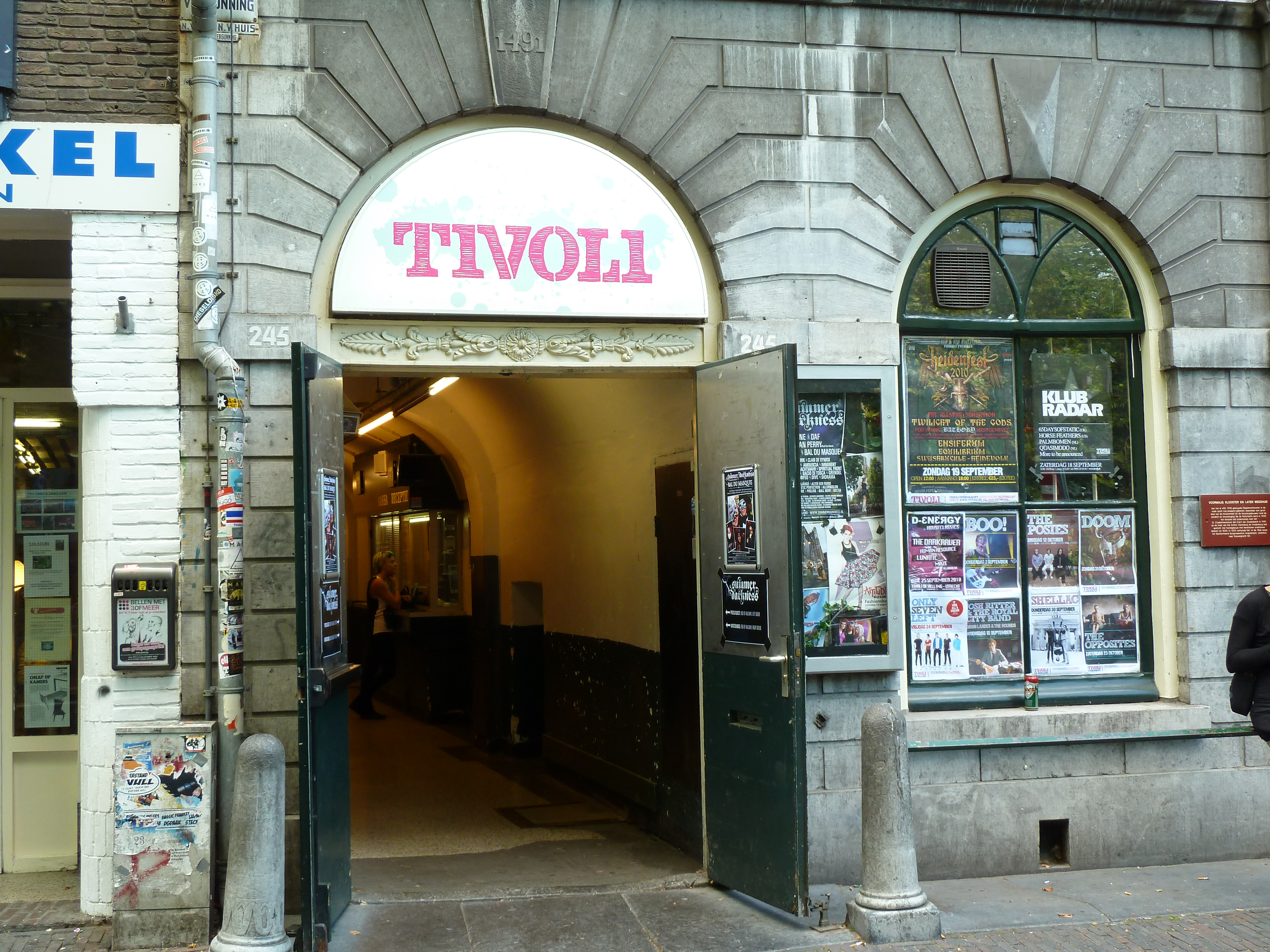
Tivoli ten tijde van de Oudegracht, gevel met Florentijnse bogen

Tivoli was een poppodium in de Nederlandse stad Utrecht. Het is in 2014 opgegaan in TivoliVredenburg in het kader van een fusie met Muziekcentrum Vredenburg en daarbij verhuisd naar een nieuw pand in het stationsgebied. De locatie Tivoli De Helling is daarbij verzelfstandigd. "TivoliVredenburg" is in 2014 geopend en heeft 5 zalen met bij elkaar een capaciteit van ongeveer 5500 man. "Tivoli de Helling" heeft een capaciteit van 425 man. "Tivoli Oudegracht" sloot in 2014 en was gevestigd in Oudegracht 245. De zaal had een capaciteit voor 1000 personen. Tivoli trok jaarlijks tussen de 250.000 en 300.000 bezoekers en behoorde daarmee tot de grotere poppodia van het Nederlandse clubcircuit.

## Geschiedenis
In 1979 kraakte het Komitee Tivoli Tijdelijk het toenmalige concertgebouw Tivoli aan het Lepelenburg. Dit concertgebouw zou worden afgebroken en opgaan in Muziekcentrum Vredenburg. De toenmalige punkbeweging hoopte dat het houten gebouw een tijdelijk onderkomen voor alternatieve popmuziek zou worden in afwachting van een definitief onderkomen. Het gebouw brandde datzelfde jaar nog af. Volgens een getuige leverde de brand zoveel hitte op dat auto's op zo'n 300 meter afstand opbollende lak vertoonden.
Nadat het houten gebouw afbrandde, heeft het Komitee Tivoli Tijdelijk in 1981 het NV-huis, een voormalig vakbondsgebouw aan de Oudegracht gekraakt. Dit gebouw, waarin zich nog belangrijke delen van het middeleeuwse Regulierenklooster bevinden, is een rijksmonument. De kraak leidde tot rellen met de Mobiele Eenheid, maar die trok zich uiteindelijk terug. Er werden daarna er regelmatig concerten gegeven. Uiteindelijk besloot de gemeente de concertzaal te verbouwen en subsidiëren. De programmering wijzigde toen van overwegend plaatselijke en landelijke punkbandjes naar bekendere nationale en internationale popartiesten. Tivoli Tijdelijk werd Tivoli en ontwikkelde zich onder die naam tot een professioneel poppodium.

### De Helling

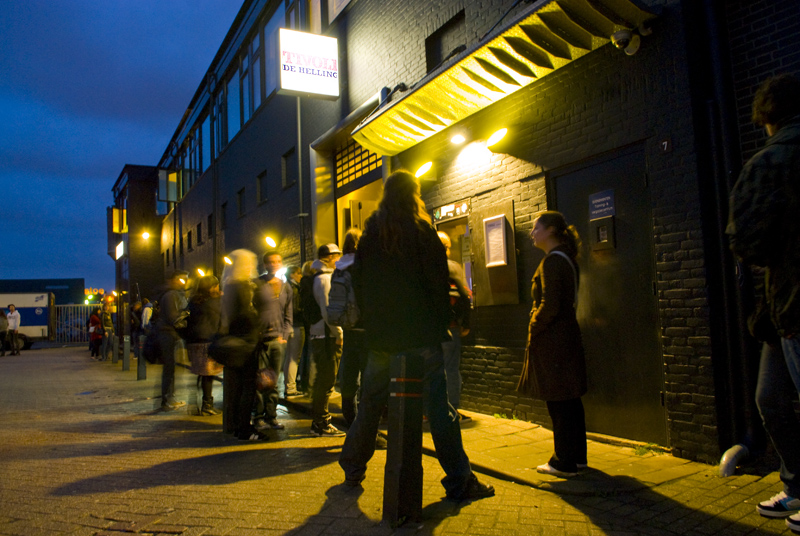
Tivoli De Helling

De locatie op de Helling was het gebouw van de voortzetting van De Vloer. Toen die rond 2003 failliet ging, heeft Tivoli het gebouw overgenomen en heeft men ook zodoende de naam van de venue veranderd naar de Helling. Er worden kleinere evenementen georganiseerd, waaronder muziek en dans.